# الشجنة (ملحان)

تعديل مصدري - تعديل

الشجنة هي إحدى قرى عزلة بني مليك بمديرية ملحان التابعة لمحافظة المحويت، بلغ تعداد سكانها 454 نسمة حسب تعداد اليمن لعام 2004.